# Protokolle des RKI-Krisenstabs
Die Protokolle des RKI-Krisenstabs, auch als RKI-Protokolle oder „RKI-Files“ bezeichnet, waren zunächst mehr als 200 Ergebnisprotokolle des Krisenstabs, der vom Robert Koch-Institut (RKI) aufgrund der COVID-19-Pandemie eingerichtet wurde. Sie umfassen 456 PDF-Dateien mit 2065 Seiten, die von Januar 2020 bis April 2021 datieren und vom RKI zunächst als Verschlusssache eingestuft wurden. Der Journalist Paul Schreyer erklagte ihre Herausgabe, die vom RKI im April 2023 eingeschränkt mit rund tausend Schwärzungen erfolgte. Diese Version wurden von dem zu den verschwörungstheoretischen Alternativmedien gerechneten Onlinemagazin Multipolar am 20. März 2024 veröffentlicht. 
Am 30. Mai 2024 stellte das RKI die großteils entschwärzten Protokolle bereit.
Am 23. Juli 2024 wurden ungeschwärzte RKI-Dokumente auf einer Pressekonferenz vorgestellt. Dazu gehörten die Protokolle über einen erweiterten Zeitraum bis 2023 und Zusatzmaterial; umfangreiche interne RKI-Mailkorrespondenz folgte online. Ein ehemaliger RKI-Mitarbeiter soll die Dokumente zuvor geleakt haben. 
Anders als von Multipolar dargestellt und vermutet, belegen die Protokolle, dass die Hochstufung der Risikobewertung im März 2020, welche eine Grundlage für folgende Lockdown-Maßnahmen darstelle, durch den damaligen RKI-Vizepräsidenten Lars Schaade erfolgte.

## Hergang
Nach Darstellung von Multipolar wurde der Antrag auf Freigabe beim Verwaltungsgericht Berlin im Mai 2021 gestellt. Man berief sich auf § 1 IFG und Art. 10 EMRK. Im April 2023 habe das RKI, um ein Urteil des Gerichtes zu vermeiden, die Protokolle stark geschwärzt vorgelegt. Die Unkenntlichmachungen wurden im Auftrag des RKI durch die Kanzlei Raue auf über 1000 Seiten begründet. Im Juli 2023 habe man gegen die Schwärzungen geklagt. Im Januar 2024 habe das Gericht einen Termin im Mai zur mündlichen Verhandlung und Beweisaufnahme anberaumt. Die Veröffentlichung der Protokolle sei daher vorgezogen worden.
Das RKI gab am 28. März 2024 an, schützenswerte Passagen habe es gemäß IFG-Vorgaben nach Rechtsberatung, aber ohne Absprache mit dem BMG, unkenntlich gemacht, auch um Rechte Dritter zu schützen. Bei der erneuten zeitnahen Überprüfung sah das IFG ein Drittbeteiligungsverfahren vor, in dem die Dritten Gelegenheit hatten, binnen eines Monats Stellung zu nehmen. Die Schwärzungen betrafen Namen, Teilnehmer, aber auch Tagesordnungspunkte und Inhalte von Sitzungen. Die Protokolle „sind an vielen Stellen geschwärzt, in denen es um die Nebenwirkungen der Corona-Impfstoffe geht. Die Anwälte des RKI von der Kanzlei Raue begründeten das auch mit der Gefahr von ‚außenpolitischen Verwerfungen‘“.
Bundesgesundheitsminister Karl Lauterbach kündigte im März 2024 an, dass die Protokolle weitestgehend entschwärzt würden. Am 30. Mai 2024 veröffentlichte das RKI die Protokolle in weitestgehend entschwärzter Form. Geschwärzte Passagen betrafen nach Angaben des Instituts nur noch bestimmte personenbezogene Daten sowie Betriebs- und Geschäftsgeheimnisse Dritter, dazu zählten Unternehmen wie Impfstoff-Hersteller. Die ursprünglichen weiteren Begründungen des Schutzes des geistigen Eigentums, der besonderen öffentlichen Belange wie der inneren und öffentlichen Sicherheit und der internationalen Beziehungen wurden nicht mehr angegeben.
Multipolar stellte beim RKI „einen weiteren IFG-Antrag auf Veröffentlichung aller anschließenden Protokolle ab Mai 2021“. Das Institut gab am 30. Mai 2024 bekannt, dass die verbleibenden Protokolle bis zum Ende der Sitzungen im Juli 2023 nach Prüfung und Drittbeteiligung schnellstmöglich durch das RKI veröffentlicht werden sollen.

### Veröffentlichung der ungeschwärzten RKI-Dokumente (Zeitraum 2020–2023)
Am 23. Juli 2024 (vor der Entscheidung durch das Verwaltungsgericht) wurde von einem anonymen Informanten aus dem RKI übermittelte Materialien im Rahmen einer Pressekonferenz mit der Aktivistin Aya Velázquez, dem Finanzwissenschaftler Stefan Homburg und Bastian Barucker veröffentlicht. „Das sogenannte RKI-Leak umfasst alle ungeschwärzten Protokolle und den gesamten Emailverkehr zum Thema Corona, außerdem Präsentationen, Briefe, Kalkulationsblätter und vieles mehr, insgesamt rund 10 Gigabyte an Daten.“ Bei den Protokollen allein handelt es sich um rund 3800 Seiten.
Velázquez gab an, die Unterlagen von einem ehemaligen RKI-Mitarbeiter erhalten zu haben. Letztlich verifizierte das RKI die geleakten Dokumente. Das RKI kündigte an, rechtliche Schritte in Bezug auf die Rechte Dritter zu prüfen. Eine Veröffentlichung sämtlicher Sitzungsprotokolle mit ausschließlich rechtlich notwendigen Schwärzungen sei in Arbeit gewesen. „Das RKI plant weiterhin, die verbleibenden Protokolle bis zum Ende der Krisenstabs-Sitzungen im Juli 2023 so schnell wie möglich zu veröffentlichen. Auch diese wird das RKI weitestgehend ohne Schwärzungen zur Verfügung stellen, soweit dies unter Berücksichtigung der gesetzlichen Rechte aller Beteiligten nach dem IFG zulässig ist. Hier laufen derzeit die vorgeschriebenen Drittbeteiligungen.“

## Öffentliche Diskussion

### Vor der Entschwärzung

#### Erste Reaktionen
Nach Darstellung der taz ist das Magazin, das die Protokolle veröffentlichte, „für Verschwörungstheorien bekannt“. Laut BR24 wurden die umstrittenen Passagen aus dem Zusammenhang gerissen, sie beruhten teilweise auf Meinungsäußerungen oder momentanen Einschätzungen.
Armin Laschet forderte am 23. März 2024 im Heute-journal eine vollständige Offenlegung und kritische Aufarbeitung. Er forderte mehr Selbstkritik von der Presse. Dass die RKI-Protokolle vom kleinen Online-Magazin Multipolar und nicht von großen Medien gerichtlich eingeklagt worden seien, zeige die Inaktivität der Qualitätsmedien bei der Aufklärung regierungsinterner Vorgänge. Aus den Protokollen gehe zudem hervor, wie „differenziert“ im RKI diskutiert worden sei „und wie wenig von dieser Meinungsvielfalt am Ende in die konkrete Politik eingemündet ist“. Es müsse Politiker nachdenklich machen, wie sie in der Krise agiert hätten, kritisierte Laschet. Andere wissenschaftliche Positionen hätten in die politische Debatte viel stärker einbezogen werden müssen. Das RKI müsse „auf jeden Fall unabhängiger“ werden. Die internen Debatten hätten ausgesprochen werden müssen. Stattdessen habe es nur eine einzige Meinung gegeben, die öffentlich als richtig anerkannt worden sei. Es brauche eine „neue Dialogkultur“, die Fehler zugestehe. Diskussionen würden oft „viel zu aggressiv ohne Respekt vor anderen Meinungen“ geführt. Ähnlich äußerte sich Georg Restle am selben Tag unter Bezug auf den ZDF-Artikel. Medien hätten „noch jede Menge selbstkritisch aufzuarbeiten“. Auch Hendrik Streeck warf am 27. März 2024 den Parteien vor, zu wenig an einer Aufarbeitung der politischen Entscheidungen im Zusammenhang mit der Corona-Pandemie interessiert zu sein. Die Politik habe sich hinter der Wissenschaft versteckt. Der Facettenreichtum der notwendigen Expertise sei nicht dargestellt und kommuniziert worden.
Die Journalistin Britta Spiekermann (ZDF) bezeichnete die Protokolle am 23. März 2024 als brisant, einzelne Stellen könnten „politische Sprengkraft“ haben. Am 24. und 25. März 2024 aktualisierte das ZDF den Artikel von Spiekermann und verlinkte am 25. März 2024 das Dementi des RKI. Ergänzt wurde der Hinweis, dass die Passage in den Protokollen nahelege, „dass das RKI die Risikobewertung selbst gemacht und nach dieser das Risiko als ‚hoch‘ eingestuft hat. Einzig die Veröffentlichung der Risikobewertung hing demnach von der Freigabe der nicht namentlich genannten Person ab.“ Pascal Siggelkow vom ARD-faktenfinder der Tagesschau (ARD) wies die ursprüngliche Darstellung des ZDF am 25. März 2024 zurück. Nach Angaben des Bundesgesundheitsministeriums (BMG) stehe hinter der Schwärzung des Akteurs für die Hochstufung „ein interner Mitarbeiter des RKI“. Das RKI habe somit bereits eine neue Risikobewertung vorgenommen, so die Tagesschau, die jedoch noch nicht veröffentlicht worden sei. Es habe lediglich die Zustimmung einer bestimmten Person gefehlt, die für die Veröffentlichung notwendig war. Für die Hochstufung habe es gute Gründe im Anstieg der Fallzahlen gegeben, was von Hajo Zeeb, Professor für Epidemiologie an der Universität Bremen, und Emanuel Wyler, Molekularbiologe am Max-Delbrück-Centrum für Molekulare Medizin, bestätigt worden sei. Nicht zuletzt sei von der Weltgesundheitsorganisation schon am 11. März 2020 die Pandemie ausgerufen worden. Wie Zeeb sagte, hätte es ihn auch nicht gewundert, „wenn letztlich ein Politiker über die Veröffentlichung entschieden hätte“, denn schließlich seien Entscheidungen während der Pandemie von Wissenschaft und Politik gemeinsam getroffen und kommuniziert worden.

#### Politische Stellungnahmen
Am 25. März 2024 verneinte Lauterbach jegliche politische Einmischung in RKI-Corona-Empfehlungen. Das RKI sei nicht weisungsgebunden. Die Schwärzungen begründete er mit dem Schutz von RKI-Mitarbeitern vor der Öffentlichkeit, wobei er sich auf mögliche Hetze oder tätliche Angriffe durch Rechtsextreme oder Personen aus dem Verschwörungsmilieu bezog. Lauterbach lehnte am 25. März 2024 die Untersuchung durch eine Enquete-Kommission ab, lediglich eine wissenschaftliche Aufarbeitung sei nötig. Es sei wichtig, nach vorne zu blicken.
Am 26. März 2024 verlangte FDP-Generalsekretär Bijan Djir-Sarai, eine Enquete-Kommission des Deutschen Bundestags zur Aufarbeitung der Corona-Zeit einzusetzen.
Am 27. März 2024 gab Lauterbach an, dass die Protokolle weitestgehend entschwärzt werden sollen, um „maximale Transparenz“ herbeizuführen. Er selbst habe mit der Schwärzung nichts zu tun gehabt. „Das heißt, das Robert Koch-Institut muss jetzt jeden um Erlaubnis bitten, der in den Protokollen genannt wird oder dessen Interessen genannt werden, dass die Entschwärzung stattfinden kann.“ Das werde vielleicht vier Wochen dauern, dann könne eine deutlich klarere Variante vorgelegt werden.
Die AfD und das BSW forderten einen Untersuchungsausschuss und lehnten den Gedanken einer Enquete-Kommission ab. Wolfgang Kubicki (FDP) schloss sich der Kritik an. Das RKI habe für die Gesundheitspolitik des damaligen Bundesgesundheitsministers Jens Spahn und wohl auch von Lauterbach „als wissenschaftliche Fassade gedient“. In einem Focus-Gastbeitrag begründete Kubicki am 25. März 2024 seine These, eine damalige Grundrechtseinschränkung habe entweder auf mathematischer Unkenntnis beruht oder auf einer Lüge. Die Daten des Gesundheitsministeriums würden zeigen, dass der fragliche R-Wert durch eine doppelte Aufrundung ermittelt worden sei, was mathematisch unzulässig sei. Die Aufarbeitung anhand der Protokolle sei nötig, denn durch das Institut sei der Boden für politische Maßnahmen bereitet worden, auch Gerichte hätten sich in ihren Entscheidungen rund um die Pandemiemaßnahmen auf die Expertise des RKI bezogen. Janosch Dahmen (Bündnis 90/Die Grünen) warf den Befürwortern eines Untersuchungsausschusses vor, die Aufarbeitung der Pandemie für die anstehenden Wahlkämpfe instrumentalisieren zu wollen. Gegenüber der NOZ hatte er die Gefahr eines Kampfes um Deutungshoheiten und nachträgliche Schuldzuweisungen beschrieben, der zu einem Vertrauensverlust der Bevölkerung führen könne. Dahmen beschrieb die Gefahr der Einmischung fremder Geheimdienste: „Mir scheint, dass die virulente Verbreitung solcher wahrheitswidriger Gerüchte auch Ergebnis der Einflussnahme ausländischer Nachrichtendienste ist, um unsere Gesellschaft vor dem Hintergrund von Russlands Krieg gegen die Ukraine weiter zu spalten und Politik handlungsunfähig zu machen.“ Lauterbach schloss sich dieser Auffassung an, man dürfe nicht durch Einmischung fremder Regierungen Verschwörungstheorien in Sozialen Medien entstehen lassen. Tim Röhn (Die Welt) kommentierte, Lauterbach flüchte sich in der Not in Verschwörungstheorien. Auch in Nordrhein-Westfalen gab es am 26. März 2024 den Versuch, einen Untersuchungsausschuss einzurichten. Am 27. März 2024 forderte Martin Knobbe (Der Spiegel), die Politik sollte die Pandemie in einer Enquete-Kommission selbst aufarbeiten, statt dies „Verschwörungstheoretikern zu überlassen“. Am 29. März 2024 äußerte Hendrik Streeck in der SZ, die Schwärzungen würden Verschwörungstheorien anheizen. Lauterbach solle auch die Protokolle aus seiner Amtszeit freigeben. Im RKI sei offen diskutiert worden, die Botschaft nach außen zeige dies nicht. Die Protokolle zeigten die starke Abhängigkeit der Behörde von der Politik. Das RKI solle unabhängig die Politik beraten und forschen. Am 30. März 2024 drängte auch Justizminister Marco Buschmann auf eine Aufarbeitung.
Am 28. März 2024 mahnte Bundestagsvizepräsidentin Katrin Göring-Eckardt (Grüne) zu Besonnenheit bei einer möglichen Aufarbeitung. Sie äußerte die Sorge darüber, wie „mit der Pandemie noch heute Stimmung gegen unsere parlamentarische Demokratie gemacht wird“. Eine Aufarbeitung, so Göring-Eckardt, sollte nicht missbraucht werden, um Handelnde in Politik, Ärzteschaft, Wissenschaft zu diffamieren, sondern um für die Zukunft zu lernen. Thomas Schmid (Die Welt) bezeichnete die Aussage von Katrin Göring-Eckardt als „Larifari-Überzeugung“ und als empörend. Dass sie schon im Vorfeld vor einem Zuviel an Kritik warne, sei ein starkes Stück.

#### Mediale Rezeption
Ulrike Mix (SWR aktuell) stellte in ihrem Artikel vom 27. März 2024 Corona-Impfung: Für Ärzte in Tübingen noch viele Fragen offen anlässlich der Protokolle kritische Stimmen zu RKI, STIKO und Politik dar, darunter die Auffassungen einer Initiative Tübinger Ärzte, des Kardiologen Christian Eick, der Tübinger Pandemiebeauftragten Lisa Federle und des Tübinger Chemieprofessors Andreas Schnepf. Die taz wies hingegen darauf hin, dass manche aus den Protokollen herausgegriffene Aussagen Diskussionen beträfen, die schon bekannt und bereits während der Pandemie geführt worden seien wie die um die wissenschaftliche Grundlage für die Empfehlung von FFP2-Masken oder die geringere Wirksamkeit des Impfstoffs von AstraZeneca im Vergleich zu den mRNA-Impfstoffen.

#### Fachliche Stellungnahmen
Christoph Lütge, der 2021 aus dem Bayerischen Ethikrat abberufen wurde, nachdem er sich kritisch über die Corona-Maßnahmen geäußert hatte, teilte der NZZ mit, die veröffentlichten Protokolle offenbarten Überlegungen der Behörde, von denen vorher behauptet wurde, es seien Verschwörungstheorien. Nun wisse man, dass selbst das RKI Zweifel an Impfstoffen, Lockdowns und Maskenpflicht gehabt habe.
Der Epidemiologe und ehemalige WHO-Koordinator Klaus Stöhr bezeichnete das RKI am 26. April 2024 in einem Interview mit der Tageszeitung Die Welt als „Handlanger politischer Fehlentscheidungen“. Man müsse „der damaligen RKI-Leitung vorwerfen“, sie habe sich während der Corona-Zeit nicht öffentlich „von einigen dieser Maßnahmen distanziert“.
Der Protestforscher Daniel Saldivia Gonzatti (Wissenschaftszentrum Berlin für Sozialforschung) äußerte sich skeptisch, ob eine Aufarbeitung die Menschen aus dem Umfeld der Querdenkerbewegung noch erreichen würde. Diese hätten grundsätzlich das Vertrauen in das politische System verloren, von ihnen würden die RKI-Dokumente im Augenblick „deutlich skandalisierter diskutiert, als ein nüchterner Beobachter das tun würde“.

#### Die Frage der Risikobewertung
Die Risikobewertung der COVID-19-Pandemie stand anfangs im Zentrum der Diskussionen, besonders die Entscheidung, die Risikobewertung am 17. März 2020 von „mäßig“ auf „hoch“ zu ändern: „Die Risikobewertung wird veröffentlicht, sobald (Personenname geschwärzt) ein Signal dafür gibt.“ Durch die Entschwärzung der Protokolle wurde der Name des damaligen RKI-Vizepräsidenten Lars Schaade sichtbar.
Der Journalist Martin Rücker wies mit einer zunächst bei RiffReporter am 30. März 2024, am 20. April 2024 auch in der Berliner Zeitung erschienenen Recherche nach, dass Multipolar-Autor Schreyer bereits durch ein Schreiben der vom RKI beauftragten Berliner Kanzlei Raue vom 5. April 2023 die Information vorliegen hatte, dass das im RKI-Protokoll erwähnte „Signal“ für die Hochstufung der Risikobewertung von einem Teilnehmer der Krisenstabssitzung erfolgte – die im Protokoll vermerkte Teilnehmerliste führte weder Spahn noch andere Politiker auf. Schreyer räumte daraufhin ein, diesen Hinweis „übersehen“ zu haben. Seine These, es sei ein politischer Akteur gewesen, hielt er jedoch unverändert aufrecht. Das Magazin hatte zunächst darüber spekuliert, dass es sich „vielleicht“ um den damaligen Bundesgesundheitsminister Jens Spahn gehandelt haben könnte.

### Nach der Entschwärzung

#### Mediale Rezeption
Nach der Entschwärzung zeigte sich, dass die zentrale These von Multipolar durch die Protokolle nicht gedeckt war, es werde aus den Protokollen klar, dass die im März 2020 verkündete Hochstufung der Risikobewertung als Grundlage späterer Lockdown-Maßnahmen „nicht auf einer fachlichen Einschätzung des RKI [gründete], sondern auf der politischen Anweisung eines externen Akteurs – dessen Name in den Protokollen geschwärzt ist“. Die Aufhebung der Schwärzung machte den Namen Lars Schaades sichtbar.
Für das ZDF befand Nils Metzger am 1. Juni 2024, die Protokolle wiesen auf keine neuen politischen Skandale hin, sondern verstärkten das bislang bekannte Bild. Im RKI sei von Anfang an kontrovers und wissenschaftlich fundiert über das neue Virus und Maßnahmen dagegen diskutiert worden. Die entschwärzten Stellen zeigten auch, wie herausfordernd und teilweise auch überfordernd die Lage insbesondere in den ersten Pandemiewochen für die zentralen Behörden bis hoch zum BGM gewesen sei. Teilweise habe das Ministerium tatsächlich in die Arbeit des ihm unterstellten RKI eingegriffen, beispielsweise am 3. Juni 2020: „Es war geplant, den Lagebericht am Wochenende auszusetzen, BMG [geschwärzt] hat allerdings Widerspruch eingelegt. Es könnte sein, dass befürchtet wird, dass die Bevölkerung dies als ein Signal der Entwarnung deutet.“ Manche der entschwärzten Stellen zu Impfstoffen und anderen Themen taugten nur zum Skandal, wenn man sie missverstehe. So gehe es bei dem am 8. Januar 2021 im Protokoll vermerkten Satz „Impfstoffwirkung ist noch nicht bekannt“ nicht um die grundsätzliche Wirkung eines Impfstoffs, der bereits am 21. Dezember 2020 zugelassen worden war, sondern ausschließlich um Geimpfte, die sich doch infizierten. Für diese Personengruppe hätten damals noch nicht ausreichend Daten aus den Zulassungsstudien vorgelegen. Die Protokolle offenbarten auch, dass es immer wieder Probleme mit der Kommunikation und inkonsistenten Publikationen gegeben habe, die auch RKI-Mitarbeiter oft „nicht auflösen“ konnten. Nachdem der Spiegel im Mai 2020 über diese Inkonsistenzen der RKI-Einschätzungen berichtet hatte, diskutierte der RKI-Krisenstab anschließend lange über die Folgen. „Grundsätzlich ist bekannt, dass wir besonders in einigen Bereichen nicht die Ressourcen haben, die wir benötigen.“ Wie der Bericht weiter feststellte, handelte es sich bei hunderten der entschwärzten Stellen um detaillierte Darstellungen des Infektionsgeschehens, das damals auch in der Presse nachzulesen gewesen sei. Die Frage stelle sich, warum solche öffentlich zugänglichen Informationen überhaupt geschwärzt werden mussten. Der Verfasser weist in diesem Zusammenhang auf das bekannte Problem hin, dass Behörden in solchen IFG-Verfahren Dokumente möglichst umfassend schwärzen, und ist der Ansicht, dass das RKI sich damit keinen Gefallen getan und stattdessen Verschwörungsgeraune weiter befeuert habe.
Die Journalistin Elke Bodderas (Die Welt) meinte am 13. Juni 2024, ein entschwärztes Protokoll vom 5. Mai 2020 führe zu Empörung in Politik und Wissenschaft. Es zeige, „dass die eigentlich unabhängigen Berater der Bundesregierung das Feld wechselten und zum Politischen übergingen“. Jens Spahn und Helge Braun (beide CDU) hätten vom formal unabhängigen RKI die Zustimmung und Erbringung wissenschaftlicher Argumente für politisch vorgegebene Inzidenz-Schwellenwerte gefordert. Lothar Wieler und Lars Schaade seien davon ausgegangen, dass ein Inzidenzwert als einziger Indikator aus fachlicher Sicht abgelehnt würde. In einem Interview mit MDR Aktuell kritisierte Bodderas, dass das im Aufbau befindliche Bundesinstitut für Öffentliche Gesundheit (BIÖG) noch enger an das Ministerium gebunden sein würde.
Am 13. Juni 2024 kamen Beatrice Achterberg und Jonas Hermann in einem Artikel in der NZZ zu dem Fazit, die entschwärzten Protokolle zeigten das RKI als eine Behörde, die zu Beginn der Pandemie zu langsam war und von den Ereignissen überrollt wurde. Letztlich wisse das RKI offenbar selbst nicht, was es eigentlich sein wolle, und habe in der Pandemie zwischen Politikberatung und Wissenschaftskommunikation geschwankt. „Dieser Rollenkonflikt ist ungelöst und könnte in künftigen Pandemien zum Problem werden.“

#### Politische Stellungnahmen
Der Grünen-Gesundheitsexperte Janosch Dahmen sagte, dass mit der ungeschwärzten Veröffentlichung Persönlichkeitsrechte von RKI-Mitarbeitern verletzt würden, deren Sicherheit somit erheblich gefährdet werde. Er forderte, dass diejenigen, die eine „außerordentliche Arbeit zur Bewältigung dieser […] Gesundheitskrise“ geleistet hätten, den nun erforderlich gewordenen „notwendigen Schutz erfahren“ sollten.

#### Stellungnahme von Experten
Alexander Kekulé resümierte, die Politik habe sich in Hinterzimmern den vertraulichen Rat einzelner ,Experten‘ geholt und dann kraft Wassersuppe entschieden. „Der Schwellenwert von 50 war die Kombination der Daumenpeilung von Politikern, ungenannten Beratern und einem politischen Tauziehen zwischen den Staatskanzleien. Eine wissenschaftliche Begründung gab es nicht“.

### Rezeption
Der Vorsitzende der Kassenärztlichen Bundesvereinigung, Andreas Gassen, erhob nach der Veröffentlichung der RKI-Protokolle massive Vorwürfe wegen des Umgangs mit Ungeimpften. Er sprach sich für die Einrichtung einer Enquete-Kommission aus.
Laut Svenja Flaßpöhler, Elisa Hoven, Frauke Rostalski sowie Juli Zeh offenbaren die RKI-Protokolle und das bereits im Jahr 2020 öffentlich gewordene Strategiepapier des Bundesinnenministeriums zur Corona-Pandemie „ein äußerst zweifelhaftes Verständnis der Politik von ihrer Rolle und ihrem Verhältnis zu den Bürgern“. In den geleakten Papieren trete ein Menschenbild zutage, „das mit der demokratischen Idee vom mündigen Bürger wenig zu tun hat“.